# Bay Ridge
Bay Ridge est un quartier de l'arrondissement de Brooklyn à New York proche du pont Verrazano-Narrows.

## Accès

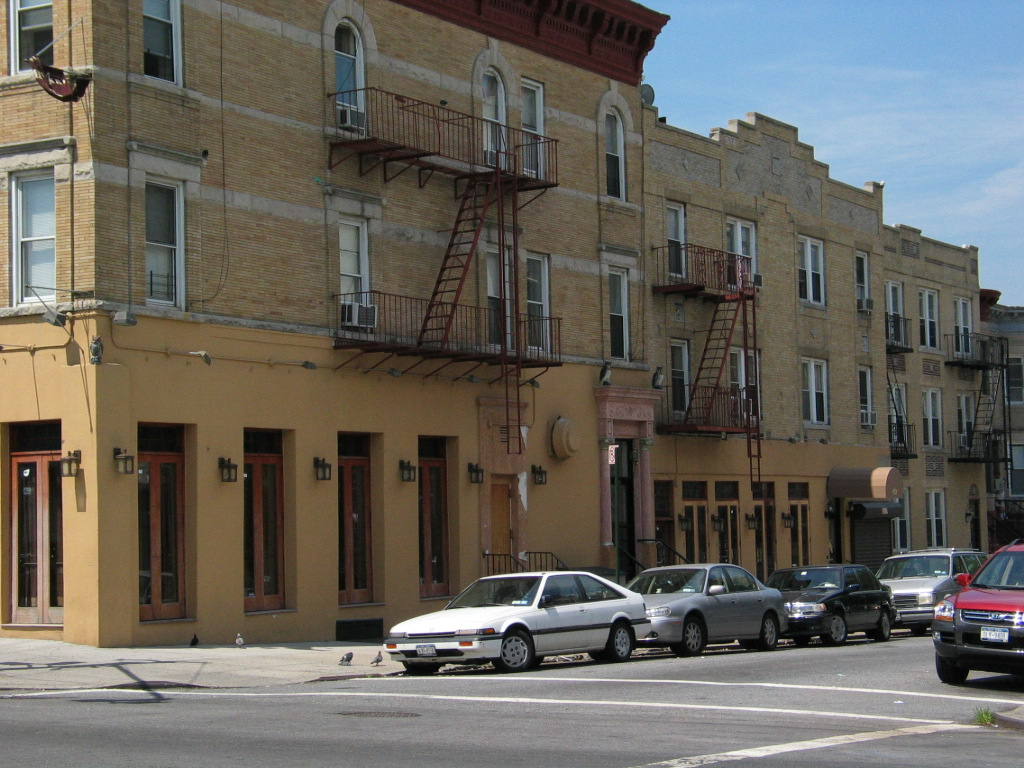
Une rue typique de Bay Ridge.
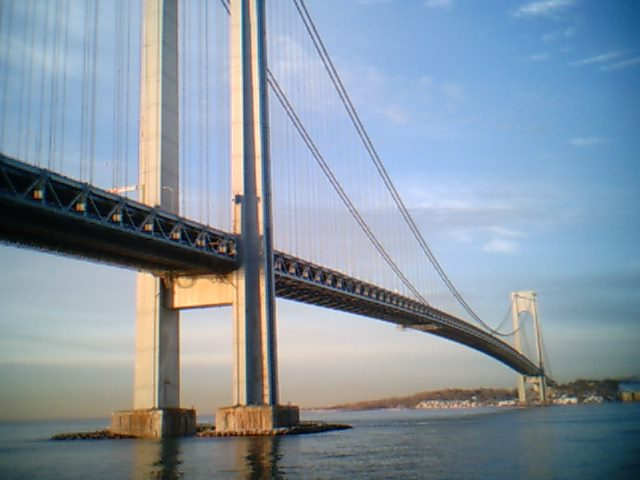
Le pont Verrazano-Narrows.

Le quartier est servi par ligne R du métro de New York.
Il y a aussi deux autobus express : le X27 et le X37. Bien qu'ils soient deux fois plus chers que le métro, beaucoup d'habitants de Bay Ridge optent pour le confort et la convenance relatifs des autobus express.
Bay Ridge est aisément accessible en voiture par deux routes et relié au pont Verrazano-Narrows.